# خوسيه أغيليرا
خوسيه أغيليرا (بالإسبانية: José Aguilera Tapia)‏ هو لاعب كرة قدم تشيلي، ولد في 31 يناير 2000 في كومباربالا في تشيلي. لعب مع كولو-كولو.